# VFR on top
 (février 2023).
Si vous disposez d'ouvrages ou d'articles de référence ou si vous connaissez des sites web de qualité traitant du thème abordé ici, merci de compléter l'article en donnant les références utiles à sa vérifiabilité et en les liant à la section « Notes et références ».
En aéronautique, le VFR on top est la pratique du vol à vue au-dessus d’une couche nuageuse. En VFR on top le pilote ne voit plus le sol, mais les conditions météorologiques requises pour le vol à vue (Visual flight rules ou VFR en anglais) restent réunies. 

## VFR on top
Le VFR on top se pratique au-dessus de la surface S, soit une altitude supérieure à 3000 pieds QNH ou 1000 pieds sol (le plus élevé des deux). En effet en dessous de cette surface, il faut pouvoir garder la vue du sol, ce qui ne serait pas possible en VFR on TOP avec Overcast (8 octats)[réf. nécessaire].
La séparation verticale avec les nuages doit être supérieure à 1 000 pieds (environ 300 mètres), tandis que la séparation horizontale doit être supérieure à 1 500 mètres. La visibilité doit être supérieure ou égale à 5km sous le FL100 et supérieure ou égale à 8km au-dessus.
De plus, l'aéronef doit disposer d'un équipement de radionavigation (VOR, ADF ou GPS de classe A B ou C) et d'un moyen de communication VHF à bord.
Le pilote qui pratique le VFR on top doit étudier rigoureusement les conditions météorologiques lors de la préparation du vol, l'aéronef ne pouvant traverser à aucun moment la couche nuageuse pour changer son niveau de vol. Certains pays comme le Canada ont interdit la pratique du VFR on top.